# Woropaj
Woropaj – polski herb szlachecki, odmiana herbu Nałęcz.

## Opis herbu
W polu czerwonym nałęczka srebrna na opak.

## Herbowni
Woropaj, Woropajewicz.